# Ronde van Luxemburg 2015
De 75e editie van de Ronde van Luxemburg vond plaats in 2015 van 3 tot en met 7 juni. De start en finish waren in de gelijknamige hoofdstad van Luxemburg; Luxemburg. De ronde maakte deel uit van de UCI Europe Tour 2015, in de categorie 2.HC. In 2014 won de Deen Matti Breschel. Deze editie werd gewonnen door de Duitser Linus Gerdemann.

## Deelnemende ploegen
| WorldTour     | ProContinentaal              | Continentaal       |
| ------------- | ---------------------------- | ------------------ |
| Lotto Soudal  | Cofidis                      | Differdange-Losch  |
| Giant-Alpecin | Europcar                     | Leopard DT         |
|               | MTN-Qhubeka                  | Wallonie-Bruxelles |
|               | Bretagne-Seche Environnement |                    |
|               | Wanty-Groupe Gobert          |                    |
|               | Topsport Vlaanderen-Baloise  |                    |
|               | Roompot Oranje Peloton       |                    |
|               | Unitedhealthcare             |                    |
|               | Cult Energy                  |                    |
|               | Team Colombia                |                    |

## Etappe-overzicht
| etappe  | datum  | start      | finish      | type      | afstand  | winnaar         | klassementsleider |
| ------- | ------ | ---------- | ----------- | --------- | -------- | --------------- | ----------------- |
| Proloog | 3 juni | Luxemburg  | Luxemburg   | Proloog   | 2,7 km   | Adrien Petit    | Adrien Petit      |
| 1e      | 4 juni | Luxemburg  | Clemency    | Heuvelrit | 212,6 km | André Greipel   | André Greipel     |
| 2e      | 5 juni | Ell        | Walferdange | Heuvelrit | 186,3 km | Linus Gerdemann | Linus Gerdemann   |
| 3e      | 6 juni | Eschweiler | Diekirch    | Heuvelrit | 161,3 km | André Greipel   | Linus Gerdemann   |
| 4e      | 7 juni | Mersch     | Luxemburg   | Heuvelrit | 156 km   | Sean De Bie     | Linus Gerdemann   |

## Etappe-uitslagen

### Proloog
| Luxemburg - Luxemburg (2,7 km) |                      |                             |       |
| Plaats                         | Naam                 | Ploeg                       | Tijd  |
| Winnaar                        | Adrien Petit         | Cofidis                     | 3'58" |
| 2                              | Bryan Coquard        | Europcar                    | + 3"  |
| 3                              | Arnaud Gérard        | Bretagne-Seche E.           | + 4"  |
| 4                              | Jimmy Engoulvent     | Europcar                    | z.t.  |
| 5                              | Cyril Lemoine        | Cofidis                     | + 6"  |
| 6                              | Ramon Sinkeldam      | Giant Alpecin               | + 7"  |
| 7                              | Alex Kirsch          | Cult Energie                | z.t.  |
| 8                              | Edward Theuns        | Topsport Vlaanderen-Baloise | z.t.  |
| 9                              | Marcel Sieberg       | Lotto Soudal                | + 8"  |
| 10                             | Pieter Vanspeybrouck | Topsport Vlaanderen-Baloise | z.t.  |

### 1e etappe
| Luxemburg - Clemency (212,6 km) |                   |                     |          |
| Plaats                          | Naam              | Ploeg               | Tijd     |
| Winnaar                         | André Greipel     | Lotto Soudal        | 5u25'07" |
| 2                               | Enrico Gasparotto | Wanty-Groupe Gobert | z.t.     |
| 3                               | Daniele Ratto     | Unitedhealthcare    | z.t.     |
| 4                               | Adrien Petit      | Cofidis             | z.t.     |
| 5                               | Kristian Sbaragli | MTN-Qhubeka         | z.t.     |
| 6                               | Gerald Ciolek     | MTN-Qhubeka         | z.t.     |
| 7                               | Ramon Sinkeldam   | Giant Alpecin       | z.t.     |
| 8                               | Alexander Krieger | Leopard Development | z.t.     |
| 9                               | Antoine Demoitié  | Wallonie-Bruxelles  | z.t.     |
| 10                              | Bryan Coquard     | Europcar            | z.t.     |

| Algemeen klassement |                   |                              |          |
| Plaats              | Naam              | Ploeg                        | Tijd     |
| Gele trui           | André Greipel     | Lotto Soudal                 | 5u29'04" |
| 2                   | Adrien Petit      | Cofidis                      | + 1"     |
| 3                   | Bryan Coquard     | Europcar                     | + 4"     |
| 4                   | Arnaud Gérard     | Bretagne-Seche Environnement | + 5"     |
| 5                   | Jimmy Engoulvent  | Europcar                     | z.t.     |
| 6                   | Enrico Gasparotto | Wanty-Groupe Gobert          | + 7"     |
| 7                   | Cyril Lemoine     | Cofidis                      | z.t.     |
| 8                   | Ramon Sinkeldam   | Giant-Alpecin                | +8"      |
| 9                   | Alex Kirsch       | Cult Energy                  | z.t.     |
| 10                  | Edward Theuns     | Topsport Vlaanderen-Baloise  | z.t.     |

### 2e etappe
| Ell - Walferdange (186,3 km) |                      |                              |          |
| Plaats                       | Naam                 | Ploeg                        | Tijd     |
| Winnaar                      | Linus Gerdemann      | Cult Energy                  | 4u50'43" |
| 2                            | Marc de Maar         | Roompot Oranje Peloton       | z.t.     |
| 3                            | Jelle Wallays        | Topsport Vlaanderen-Baloise  | + 37"    |
| 4                            | Huub Duyn            | Roompot Oranje Peloton       | z.t.     |
| 5                            | Miguel Ángel Rubiano | Team Colombia                | + 44"    |
| 6                            | Kristian Sbaragli    | MTN-Qhubeka                  | + 47"    |
| 7                            | Oliver Naesen        | Topsport Vlaanderen-Baloise  | z.t.     |
| 8                            | Fabian Wegmann       | Cult Energy                  | z.t.     |
| 9                            | Florian Vachon       | Bretagne-Seche Environnement | z.t.     |
| 10                           | Joël Zangerlé        | Cult Energy                  | z.t.     |

| Algemeen klassement |                 |                              |           |
| Plaats              | Naam            | Ploeg                        | Tijd      |
| Gele trui           | Linus Gerdemann | Cult Energy                  | 10u19'54" |
| 2                   | Marc de Maar    | Roompot Oranje Peloton       | + 8"      |
| 3                   | Huub Duyn       | Roompot Oranje Peloton       | + 41"     |
| 4                   | Jelle Wallays   | Topsport Vlaanderen-Baloise  | + 42"     |
| 5                   | Rudy Molard     | Cofidis                      | + 50"     |
| 6                   | Oliver Naesen   | Topsport Vlaanderen-Baloise  | + 51"     |
| 7                   | Yoann Bagot     | Cofidis                      | + 54"     |
| 8                   | Florian Vachon  | Bretagne-Seche Environnement | z.t.      |
| 9                   | Fabian Wegmann  | Cult Energy                  | + 58"     |
| 10                  | Stijn Steels    | Topsport Vlaanderen-Baloise  | z.t.      |

### 3e etappe
| Eschweiler - Diekirch (161,3 km) |                          |                     |          |
| Plaats                           | Naam                     | Ploeg               | Tijd     |
| Winnaar                          | André Greipel            | Lotto Soudal        | 4u01'08" |
| 2                                | Lars van der Haar        | Giant-Alpecin       | z.t.     |
| 3                                | Enrico Gasparotto        | Wanty-Groupe Gobert | z.t.     |
| 4                                | Kristian Sbaragli        | MTN-Qhubeka         | z.t.     |
| 5                                | Christian Mager          | Cult Energy         | z.t.     |
| 6                                | Kristian Haugaard Jensen | Leopard Development | z.t.     |
| 7                                | James Vanlandschoot      | Wanty-Groupe Gobert | z.t.     |
| 8                                | Alessandro Bazzana       | Unitedhealthcare    | z.t.     |
| 9                                | Miguel Ángel Rubiano     | Team Colombia       | z.t.     |
| 10                               | Tony Hurel               | Europcar            | z.t.     |

| Algemeen klassement |                   |                              |           |
| Plaats              | Naam              | Ploeg                        | Tijd      |
| Gele trui           | Linus Gerdemann   | Cult Energy                  | 14u21'02" |
| 2                   | Marc de Maar      | Roompot Oranje Peloton       | + 8"      |
| 3                   | Huub Duyn         | Roompot Oranje Peloton       | + 41"     |
| 4                   | Jelle Wallays     | Topsport Vlaanderen-Baloise  | + 42"     |
| 5                   | Rudy Molard       | Cofidis                      | + 50"     |
| 6                   | Oliver Naesen     | Topsport Vlaanderen-Baloise  | + 51"     |
| 7                   | Yoann Bagot       | Cofidis                      | + 54"     |
| 8                   | Florian Vachon    | Bretagne-Seche Environnement | z.t.      |
| 9                   | Fabian Wegmann    | Cult Energy                  | + 58"     |
| 10                  | Kristian Sbaragli | MTN-Qhubeka                  | + 1'01"   |

### 4e etappe
| Mersch - Luxemburg (156 km) |                          |                              |          |
| Plaats                      | Naam                     | Ploeg                        | Tijd     |
| Winnaar                     | Sean De Bie              | Lotto Soudal                 | 3u51'06" |
| 2                           | Leonardo Duque           | Team Colombia                | z.t.     |
| 3                           | Björn Leukemans          | Wanty-Groupe Gobert          | z.t.     |
| 4                           | Kenneth Van Bilsen       | Cofidis                      | z.t.     |
| 5                           | Jaco Venter              | MTN Qhubeka                  | + 2"     |
| 6                           | Kristian Haugaard Jensen | Leopard Development          | + 21"    |
| 7                           | Jimmy Engoulvent         | Cofidis                      | z.t.     |
| 8                           | Antoine Demoitié         | Wallonie-Bruxelles           | + 29"    |
| 9                           | Enrico Gasparotto        | Wanty-Groupe Gobert          | + 37"    |
| 10                          | Florian Vachon           | Bretagne-Seche Environnement | + 43"    |
|                             |                          |                              |          |
| 11                          | Huub Duyn                | Roompot Oranje Peloton       | z.t.     |

## Eindklassementen
| Plaats    | Naam                 | Ploeg                        | Tijd      |
| --------- | -------------------- | ---------------------------- | --------- |
| Gele trui | Linus Gerdemann      | Cult Energy                  | 18u12'51" |
| 2         | Marc de Maar         | Roompot Oranje Peloton       | + 8"      |
| 3         | Huub Duyn            | Roompot Oranje Peloton       | + 41"     |
| 4         | Jelle Wallays        | Topsport Vlaanderen-Baloise  | + 42"     |
| 5         | Rudy Molard          | Cofidis                      | + 50"     |
| 6         | Oliver Naesen        | Topsport Vlaanderen-Baloise  | + 51"     |
| 7         | Yoann Bagot          | Cofidis                      | + 54"     |
| 8         | Florian Vachon       | Bretagne-Seche Environnement | z.t.      |
| 9         | Kristian Sbaragli    | MTN-Qhubeka                  | + 1'01"   |
| 10        | Miguel Ángel Rubiano | Team Colombia                | z.t.      |
| 11        | Fabio Duarte         | Team Colombia                | + 1'04"   |
| 12        | Fabian Wegmann       | Cult Energy                  | + 1'07"   |
| 13        | Enrico Gasparotto    | Wanty-Groupe Gobert          | + 1'34"   |
| 14        | Kévin Ledanois       | Bretagne-Seche Environnement | +1'52"    |
| 15        | Georg Preidler       | Giant-Alpecin                | + 1'53"   |
| 16        | Armindo Fonseca      | Bretagne-Seche Environnement | + 1'54"   |
| 17        | Gerald Ciolek        | MTN-Qhubeka                  | + 1'57"   |
| 18        | Rodolfo Torres       | Team Colombia                | + 2'01"   |
| 19        | Grégory Habeaux      | Wallonie-Bruxelles           | + 2'19"   |
| 20        | Christopher Jones    | Unitedhealthcare             | z.t.      |

| Plaats      | Naam              | Ploeg                  | Punten |
| ----------- | ----------------- | ---------------------- | ------ |
| Blauwe trui | André Greipel     | Lotto Soudal           | 40     |
| 2           | Enrico Gasparotto | Wanty-Groupe Gobert    | 31     |
| 3           | Kristian Sbaragli | MTN-Qhubeka            | 27     |
|             |                   |                        |        |
| 5           | Sean De Bie       | Lotto Soudal           | 20     |
| 6           | Marc de Maar      | Roompot Oranje Peloton | 16     |

| Plaats      | Naam              | Ploeg                  | Punten |
| ----------- | ----------------- | ---------------------- | ------ |
| Groene trui | Fabio Duarte      | Team Colombia          | 39     |
| 2           | Rodolfo Torres    | Team Colombia          | 38     |
| 3           | Björn Leukemans   | Wanty-Groupe Gobert    | 19     |
|             |                   |                        |        |
| 10          | Johnny Hoogerland | Roompot Oranje Peloton | 10     |

| Plaats     | Naam               | Ploeg                        | Tijd      |
| ---------- | ------------------ | ---------------------------- | --------- |
| Witte trui | Oliver Naesen      | Topsport Vlaanderen-Baloise  | 18u13'42" |
| 2          | Kristian Sbaragli  | MTN-Qhubeka                  | + 10"     |
| 3          | Kévin Ledanois     | Bretagne-Seche Environnement | + 1'01"   |
|            |                    |                              |           |
| 6          | Maurits Lammertink | Roompot Oranje Peloton       | + 1'40"   |

| Plaats | Ploeg                       | Tijd      |
| ------ | --------------------------- | --------- |
|        | Team Colombia               | 54u41'30" |
| 2      | Cofidis                     | + 17"     |
| 3      | Roompot Oranje Peloton      | + 28"     |
|        |                             |           |
| 6      | Topsport Vlaanderen-Baloise | + 1'39"   |

## Klassementenverloop
| Etappe       | Winnaar         | Algemeen klassement · | Puntenklassement · | Bergklassement · | Jongerenklassement · | Ploegenklassement |
| ------------ | --------------- | --------------------- | ------------------ | ---------------- | -------------------- | ----------------- |
| P            | Adrien Petit    | Adrien Petit          |                    |                  | Adrien Petit         | Cofidis           |
| 1            | André Greipel   | André Greipel         | André Greipel      | Tom Devriendt    | Adrien Petit         | Cofidis           |
| 2            | Linus Gerdemann | Linus Gerdemann       | Linus Gerdemann    | Fabio Duarte     | Oliver Naesen        | Cult Energy       |
| 3            | André Greipel   | Linus Gerdemann       | André Greipel      | Fabio Duarte     | Oliver Naesen        | Cult Energy       |
| 4            | Sean De Bie     | Linus Gerdemann       | André Greipel      | Fabio Duarte     | Oliver Naesen        | Team Colombia     |
| 0Eindstanden | 0Eindstanden    | Linus Gerdemann       | André Greipel      | Fabio Duarte     | Oliver Naesen        | Team Colombia     |

## UCI Europe Tour
In deze Ronde van Luxemburg waren punten te verdienen voor de ranking in de UCI Europe Tour 2015. Enkel renners die uitkwamen voor een (pro-)continentale ploeg, maakten aanspraak om punten te verdienen.
| Positie                      | 1e  | 2e | 3e | 4e | 5e | 6e | 7e | 8e | 9e | 10e | 11e | 12e | 13e | 14e | 15e |
| Eindklassement               | 100 | 70 | 40 | 30 | 25 | 20 | 15 | 10 | 9  | 8   | 7   | 6   | 5   | 4   | 3   |
| Per etappe                   | 20  | 14 | 8  | 7  | 6  | 5  | 4  | 2  |    |     |     |     |     |     |     |
| Drager leiderstrui (per dag) | 10  |    |    |    |    |    |    |    |    |     |     |     |     |     |     |

| #  | Renner                   | Ploeg                        | Punten |
| -- | ------------------------ | ---------------------------- | ------ |
| 1  | Linus Gerdemann          | Cult Energy                  | 140    |
| 2  | Marc de Maar             | Roompot Oranje Peloton       | 84     |
| 3  | Huub Duyn                | Roompot Oranje Peloton       | 47     |
| 4  | Jelle Wallays            | Topsport Vlaanderen-Baloise  | 38     |
| 5  | Adrien Petit             | Cofidis                      | 37     |
| 6  | Enrico Gasparotto        | Wanty-Groupe Gobert          | 27     |
| 6  | Kristian Sbaragli        | MTN-Qhubeka                  | 27     |
| 8  | Rudy Molard              | Cofidis                      | 25     |
| 9  | Oliver Naesen            | Topsport Vlaanderen-Baloise  | 24     |
| 10 | Yoann Bagot              | Cofidis                      | 15     |
| 11 | Leonardo Duque           | Team Colombia                | 14     |
| 11 | Bryan Coquard            | Europcar                     | 14     |
| 11 | Miguel Ángel Rubiano     | Team Colombia                | 14     |
| 14 | Jimmy Engoulvent         | Europcar                     | 11     |
| 15 | Kristian Haugaard Jensen | Leopard Development          | 10     |
| 15 | Florian Vachon           | Bretagne-Seche Environnement | 10     |
| 17 | Arnaud Gérard            | Bretagne-Seche Environnement | 8      |
| 17 | Björn Leukemans          | Wanty-Groupe Gobert          | 8      |
| 17 | Daniele Ratto            | Unitedhealthcare             | 8      |
| 17 | Fabian Wegmann           | Cult Energy                  | 8      |
| 21 | Kenneth Van Bilsen       | Cofidis                      | 7      |
| 21 | Fabio Duarte             | Team Colombia                | 7      |
| 23 | Christian Mager          | Cult Energy                  | 6      |
| 23 | Cyril Lemoine            | Cofidis                      | 6      |
| 23 | Jaco Venter              | MTN-Qhubeka                  | 6      |
| 26 | Alex Kirsch              | Cult Energy                  | 4      |
| 26 | James Vanlandschoot      | Wanty-Groupe Gobert          | 4      |
| 26 | Kévin Ledanois           | Bretagne-Seche Environnement | 4      |
| 29 | Alessandro Bazzana       | Unitedhealthcare             | 2      |
| 29 | Alexander Krieger        | Leopard Development          | 2      |
| 29 | Antoine Demoitié         | Wallonie-Bruxelles           | 2      |
| 29 | Edward Theuns            | Topsport Vlaanderen-Baloise  | 2      |

1935 · 
1936 · 
1937 · 
1938 · 
1939 · 
1940 · 
1941 · 
1942 · 
1943 · 
1944 · 
1945 · 
1946 · 
1947 · 
1948 · 
1949 · 
1950 · 
1951 · 
1952 · 
1953 · 
1954 · 
1955 · 
1956 · 
1957 · 
1958 · 
1959 · 
1960 · 
1961 · 
1962 · 
1963 · 
1964 · 
1965 · 
1966 · 
1967 · 
1968 · 
1969 · 
1970 · 
1971 · 
1972 · 
1973 · 
1974 · 
1975 · 
1976 · 
1977 · 
1978 · 
1979 · 
1980 · 
1981 · 
1982 · 
1983 · 
1984 · 
1985 · 
1986 · 
1987 · 
1988 · 
1989 · 
1990 · 
1991 · 
1992 · 
1993 · 
1994 · 
1995 · 
1996 · 
1997 · 
1998 · 
1999 · 
2000 · 
2001 · 
2002 · 
2003 · 
2004 · 
2005 · 
2006 · 
2007 · 
2008 · 
2009 · 
2010 · 
2011 · 
2012 · 
2013 · 
2014 ·
2015 ·
2016 ·
2017 ·
2018 ·
2019 ·
2020 ·
2021 · 2022 · 2023 · 2024
Etappewedstrijden

 Ster van Bessèges · 
 Ronde van de Algarve · 
 Ruta del Sol · 
 Ronde van de Haut-Var · 
 Driedaagse van West-Vlaanderen · 
 Internationale Wielerweek · 
 Internationaal Wegcriterium · 
 Driedaagse van De Panne-Koksijde · 
 Ronde van de Sarthe · 
 Ronde van Castilië en León · 
 Ronde van Trentino · 
 Ronde van Kroatië · 
 Ronde van Turkije · 
 Ronde van Yorkshire · 
 Ronde van Asturië · 
 Vierdaagse van Duinkerke · 
 Ronde van Azerbeidzjan · 
 Ronde van Madrid · 
 Ronde van Beieren · 
 Ronde van Picardië · 
 Ronde van Noorwegen · 
 World Ports Classic · 
 Tour des Fjords · 
 Ronde van Estland · 
 Ronde van België · 
 Ronde van Luxemburg · 
 Boucles de la Mayenne · 
 Ster ZLM Toer · 
 Ronde van Slovenië · 
 Route du Sud · 
 Sibiu Cycling Tour · 
 Ronde van Oostenrijk · 
 Ronde van Wallonië · 
 Ronde van Portugal · 
 Ronde van Burgos · 
 Ronde van Denemarken · 
 Ronde van de Ain · 
 Ronde van Tsjechië · 
 Arctic Race of Norway · 
 Ronde van de Limousin · 
 Ronde van Poitou-Charentes · 
 Ronde van Groot-Brittannië · 
 Ronde van Gévaudan Languedoc-Roussillon · 
 Eurométropole Tour
Eendaagse wedstrijden

 Trofeo Santanyí-Ses Salines-Campos · 
 Trofeo Andratx-Mirador d'Es Colomer · 
 Trofeo Serra de Tramuntana · 
 Trofeo Playa de Palma-Palma · 
 GP La Marseillaise · 
 Grote Prijs van de Etruskische Kust · 
 Ronde van Murcia · 
 Clásica de Almería · 
 Trofeo Laigueglia · 
 Omloop Het Nieuwsblad · 
 Classic Sud Ardèche · 
 GP Lugano · 
 La Drôme Classic · 
 Kuurne-Brussel-Kuurne · 
 Le Samyn · 
 Strade Bianche · 
 Ronde van Drenthe · 
 Dwars door Drenthe · 
 Nokere Koerse · 
 GP Nobili Rubinetterie · 
 Handzame Classic · 
 Ronde van Zeeland Seaports · 
 Classic Loire-Atlantique · 
 Grote Prijs van Cholet-Pays de Loire · 
 Dwars door Vlaanderen · 
 Classica Corsica · 
 Route Adélie de Vitré · 
 Grote Prijs Miguel Indurain · 
 Volta Limburg Classic · 
 Ronde van La Rioja · 
 Parijs-Camembert · 
 Scheldeprijs · 
 Klasika Primavera · 
 Brabantse Pijl · 
 GP Denain · 
 Ronde van de Finistère · 
 Tro Bro Léon · 
 La Roue Tourangelle · 
 Ronde van de Apennijnen · 
 Grote Prijs van de Somme · 
 Grote Prijs van Plumelec · 
 ProRace Berlin · 
 Boucles de l'Aulne · 
 GP Kanton Aargau · 
 Ronde van Keulen · 
 Ronde van Limburg · 
 Velothon Wales · 
 Halle-Ingooigem · 
 Trofeo Matteotti · 
 GP Cerami · 
 GP Industria & Artigianato-Larciano · 
 Prueba Villafranca de Ordizia · 
 Ronde van Toscane · 
 Circuito de Getxo · 
 Polynormande · 
 RideLondon Classic · 
 GP Stad Zottegem · 
 Arnhem-Veenendaal Classic · 
 GP Jef Scherens · 
 Druivenkoers Overijse · 
 Schaal Sels · 
 Brussels Cycling Classic · 
 GP Fourmies · 
 Velothon Stockholm · 
 Ronde van de Doubs · 
 Coppa Bernocchi · 
 Coppa Agostoni · 
 GP van Wallonië · 
 Kampioenschap van Vlaanderen · 
 Memorial Marco Pantani · 
 Grote Prijs Impanis-Van Petegem · 
 GP van Isbergues · 
 GP Industria & Commercio di Prato · 
 Omloop van het Houtland · 
 Duo Normand · 
 Ronde van de Drie Valleien · 
 Milaan-Turijn · 
 Ronde van Piemonte · 
 Ronde van het Münsterland · 
 Ronde van de Vendée · 
 Memorial Frank Vandenbroucke · 
 Coppa Sabatini · 
 Parijs-Bourges · 
 Ronde van Emilia · 
 GP Beghelli · 
 Parijs-Tours · 
 Nationale Sluitingsprijs · 
 Chrono des Nations